# Угрешич, Дубравка
Дубравка Угрешич (хорв. Dubravka Ugrešić; 27 марта 1949[…], Кутина, СР Хорватия, Югославия — 17 марта 2023, Амстердам) — хорватская писательница, эссеист и публицист, историк русской литературной теории (ОПОЯЗ), переводчик русской литературы (Д. Хармс, Б. Пильняк, Л. Добычин, К. Вагинов).

## Биография
Родилась 27 марта 1949 года в городе Кутина. Отец — хорват, мать — болгарка. Училась в Загребском и Московском университетах, преподавала русский язык и литературу в университете Загреба. Её взвешенная позиция в сербо-хорватском вопросе и критика диктаторских тенденций в политической жизни Хорватии неоднократно вызывали нападки местных националистов. После обвинений в «национальной измене», поддержанных многими коллегами-литераторами, Дубравка Угрешич покинула страну (1993). Жила и работала в США и Нидерландах, писала на хорватском и английском языках.
Скончалась 17 марта 2023 года в Амстердаме, не дожив 10 дней до своего 74-х летия.

## Творчество и признание
Выступала как киносценарист, автор книг для детей. В своей прозе активно использовала стереотипы массовой словесности, формы пародии и литературной игры. Проза и эссе переведены на многие языки мира.
В Югославии была отмечена премиями Меши Селимовича, журнала НИН, г. Загреба. Лауреат словенской премии Виленицы (1989), Европейской премии Шарля Вейонна за эссеистику (Швейцария, 1996), Европейской литературной премии (1999), премии Генриха Манна (ФРГ, 2000), итальянской премии «Ферониа — Читта ди Фьяно» (2004), премии британской газеты The Independent (2006), премии Жана Амери за эссеистику (2012), Нейштадтской литературная премии (2016) и др.

## Произведения
- 1971 — Mali plamen / «Огонёк», рассказы и сказки для детей
- 1978 — Poza za prozu / «Поза для прозы», новеллы
- 1981 — Stefica Cvek u raljama Zivota / «Штефица Цвек в зубах жизни», роман, экранизирован 1984 (реж. Райко Грлич)
- 1983 — Zivot je bajka / «Жизнь — это сказка», новеллы
- 1988 — Forsiranje romana-reke / «Форсирование романа-реки», роман
- 1993 — Americki fikcionar / «Американские выдумки», эссе
- 1996 — Kultura lazi / «Культура лжи», эссе
- 1996 — Muzej bezuvjetne predaje / «Музей безоговорочной капитуляции», роман
- 2000 — Zabranjeno citanje / «Читать не надо!», эссе
- 2004 — Ministarstvo boli / «Министерство скорби», роман
- 2005 — Nikog nema doma / «Дома никого нет», эссе
- 2008 — Baba Jaga je snijela jaje / «Снесла Баба-Яга яичко», роман (Премия Джеймса Типтри-младшего, 2010)
- 2010 — Pocetnica za nepismene
- 2010 — Napad na minibar, сб. эссе
- 2011 — Karaoke culture, эссе (на англ. яз)
- 2013 — Europa u sepiji

## Публикации на русском языке
- Штефица Цвек в когтях жизни// Голосую за любовь: Повести. М.: Радуга, 1990
- Форсирование романа-реки. Спб.: Азбука, 2002
- Читать не надо! М.: Изд-во Ольги Морозовой, 2009
- Снесла Баба-Яга яичко. М.: ЭКСМО, 2011